# Федотова, Револьда Давидовна
Револьда Давидовна Федотова (также Давыдовна; 2 сентября 1911, Орловец Черкасского уезда Киевской губернии — 27 декабря 2010, Кишинёв) — молдавский советский экономист. Кандидат технических наук. Доктор экономических наук (1968), профессор (1970). Заслуженный экономист Молдавской ССР (1976).

## Биография
Во время еврейского погрома в период Гражданской войны лишилась родителей и воспитывалась в детском доме. Окончила Харьковский институт народного хозяйства (1934). В 1934—1941 годах работала инженером, затем преподавателем в Харькове. В 1941—1944 годах была правительственным уполномоченным в аппарате Госплана СССР в Башкирской АССР, с 1945 года занимала аналогичную должность в Молдавской ССР. Диссертацию доктора экономических наук по теме «Проблемы совершенствования планирования эффективности капитальных вложений» защитила в Институте экономики АН СССР в 1968 году.
В 1947—1967 годах — старший научный сотрудник, затем заведующая отделом и сектором в Институте экономики АН Молдавской ССР. В 1967—1973 годах — заведующая основанной ею кафедрой экономики, организации и планирования производства в Кишинёвском политехническом институте имени С. Г. Лазо, затем — профессор этой кафедры. Входила в редакционную коллегию «Вопросов экономики капитального строительства в Молдавской ССР». Сотрудничала в Центре исследований проблем рыночной экономики АН Молдовы.
Основные труды — в области методики определения экономической целесообразности капиталовложений и решения экономических проблем при научно-техническом прогрессе.
Похоронена на Центральном кладбище в Кишинёве рядом с мужем Дмитрием Петровичем Федотовым (1904—1977).

## Монографии
- От ручного труда к машинной индустрии: Историко-экономический очерк развития машинного производства в промышленности Молдавской ССР. Кишинёв: Госиздат Молдавии, 1956. — 100 с.
- О некоторых особенностях развития промышленности стеновых материалов МССР. Молдавский филиал Академии наук СССР. Кишинёв: Госиздат Молдавии, 1957.
- Некоторые вопросы развития промышленности стеновых материалов в Молдавской ССР в 1956—1959 годах. Кишинёв: Штиинца, 1960. — 230 с.
- Некоторые резервы колхозного производства. Кишинёв: Штиинца, 1962.
- Темпы расширенного воспроизводства и капитальные вложения (на примере промышленности Молдавской ССР). Институт экономики Академии Наук Молдавской ССР. Кишинёв: Штиинца, 1962.
- Совершенствование планирования и экономическая эффективность капитальных вложений (на примере промышленности МССР). Кишинёв: Картя молдовеняскэ, 1963. — 115 с.
- Вопросы эффективности капитальных вложений в народное хозяйство МССР. Кишинёв: Картя молдовеняскэ, 1965. — 101 с.
- Некоторые вопросы совершенствования планирования эффективности капитальных вложений (на примере промышленности МССР). Кишинёв: Картя молдовеняскэ, 1967. — 267 с.
- Новая техника и планирование производительности труда. Кишинёв: Картя молдовеняскэ, 1976. — 111 с.; 1978. — 138 с.[8]
- Механизм управления промышленным производством: Теория, практика, проблемы. Кишинёв: Картя молдовеняскэ, 1977. — 122 с.
- Методы и практика управления ускорением научно-технического прогресса и оценки его эффективности. Кишинёв: Штиинца, 1984. — 154 с.
- Продовольственная программа СССР и вклад Молдавии в её выполнение. Кишинёв: КПИ, 1984.
- Проблема повышения эффективности общественного производства и методы расчёта. Кишинёв: КПИ, 1986. — 76 с.
- Прогнозирование и долгосрочное планирование экономического развития региона. Кишинёв: Штиинца, 1986. — 248 с.
- Основные производственные фонды и проблема ускорения их обновления. Кишинёв: КПИ, 1989. — 80 с.
- Анализ эффективности использования оборотного капитала агентов Молдовы в 1996 г. Кишинёв: Institut Nat̜ionale de Economicie s̜i Informat̜ie, 1998.
- Переоценка основного капитала экономических агентов Молдовы и её влияние на процесс экономического спада. Кишинёв: МолдНИИТЭИ, 1998.
- Elaborarea recomandarilor cu privire la realizarea politicii investitionale in Republica Moldova (Formarea capitalului fix pe contul investitiilor proprii si straine; разработка рекомендаций по внедрению инвестиционной политики Республики Молдова). Centrul de Studiere a Problemelor Pietei. Кишинёв: Institut Nat̜ionale de Economicie s̜i Informat̜ie, 1999. — 71 p.[9]
- Undele lungi în economie s̜i reglementarea anticriză (Длинные волны в экономике и антикризисное регулирование, на примере Молдовы). Кишинёв: Institut Nat̜ionale de Economicie s̜i Informat̜ie, 2001.